# Wissam al-Hassan
Wissam al-Hassan (11 de abril de 1965 - 19 de octubre de 2012) fue un general de brigada en las Fuerzas de Seguridad Interna del Líbano (ISF) y la cabeza de su inteligencia orientada al Poder de la Información. Considerado como una de las principales figuras suníes en Líbano, fue también una pieza clave en la marcha opositora a la Alianza del 14 de Marzo sin tener una posición política.

## Primeros años
Wissam al-Hassan nació en una familia suní en la ciudad norteña libanesa de Btouratige, Koura en 1965.

## Carrera
Al-Hassan pasó la primera parte de su carrera en el cuidado de la seguridad del líder suní y el ex primer ministro Rafic Hariri, convirtiéndose en el jefe del destacamento de la guardia del primer ministro en 2001.

## Muerte
El 19 de octubre de 2012, al-Hassan murió en un enorme atentado con coche bomba cerca de su residencia en el distrito Achrafieh de Beirut. Se cree que ha sido el blanco del ataque.